# Bissell Cycling/Saison 2012
Dieser Artikel listet Erfolge und Fahrer des Radsportteams Bissell Cycling in der Saison 2012 auf.

## Erfolge in der UCI America Tour
In der Saison 2012 gelangen dem Team nachstehende Erfolge in der UCI America Tour.
| Datum         | Rennen                     | Kat. | Fahrer        |
| ------------- | -------------------------- | ---- | ------------- |
| 3. Mai        | 2. Etappe Tour of the Gila | 2.2  | Eric Young    |
| 15. September | Univest Grand Prix         | 1.2  | Patrick Bevin |

## Platzierungen in UCI-Ranglisten
| UCI Continental Circuit | Platz |
| ----------------------- | ----- |
| UCI America Tour 2012   | 15    |
| UCI Oceania Tour 2012   | 7     |

## Zugänge – Abgänge
| Zugänge                    | Team 2011                    | Abgänge             | Team 2012                         |
| -------------------------- | ---------------------------- | ------------------- | --------------------------------- |
| Chris Barton               | BMC Racing Team              | Jay Robert Thomson  | UnitedHealthcare Pro Cycling Team |
| Carter Jones               | Trek Livestrong U23          | David Williams      | Competitive Cyclist Racing Team   |
| Weston Luzadder (ab 15.07) | Jamis-Sutter Home            | Kyle Wamsley        | Jamis-Sutter Home                 |
| Julian Kyer (ab 15.07)     | Garneau-Quebecor-Norton Rose | Andy Jacques-Maynes | Kenda-5-Hour Energy Cycling Team  |
| Mac Brennan (ab 15.07)     | Neoprofi                     | Paul Mach           | Kenda-5-Hour Energy Cycling Team  |
| Joseph Schmalz (ab 15.07)  | Neoprofi                     | Shane Kline         | Team SmartStop-Mountain Khakis    |
| Alex Vanias (ab 15.07)     | Neoprofi                     | Rob Britton         | H&R Block                         |

## Mannschaft
| Name               | Geburtstag         | Nationalität       |
| ------------------ | ------------------ | ------------------ |
| Andy Baker         | 30. September 1989 | Vereinigte Staaten |
| Chris Baldwin      | 15. Oktober 1975   | Vereinigte Staaten |
| Chris Barton       | 7. Juni 1988       | Vereinigte Staaten |
| Patrick Bevin      | 15. Februar 1991   | Neuseeland         |
| Mac Brennan        | 15. Juli 1990      | Vereinigte Staaten |
| Andrew Dahlheim    | 9. Juni 1988       | Vereinigte Staaten |
| Ben Jacques-Maynes | 22. September 1978 | Vereinigte Staaten |
| Carter Jones       | 27. Februar 1989   | Vereinigte Staaten |
| Julian Kyer        | 15. Mai 1988       | Vereinigte Staaten |
| Weston Luzadder    | 22. Juni 1990      | Vereinigte Staaten |
| Chase Pinkham      | 28. Oktober 1990   | Vereinigte Staaten |
| Frank Pipp         | 22. Mai 1977       | Vereinigte Staaten |
| Joseph Schmalz     | 3. März 1990       | Vereinigte Staaten |
| Alex Vanias        | 29. Oktober 1990   | Vereinigte Staaten |
| Jeremy Vennell     | 6. Oktober 1980    | Neuseeland         |
| Eric Young         | 26. Februar 1989   | Vereinigte Staaten |